# Skopin
Skopin (rusky Скопин) je město v Rjazaňské oblasti v Ruské federaci. Při sčítání lidu v roce 2010 měl přes třicet tisíc obyvatel. 

## Poloha a doprava
Skopin leží na Vjordě, přítoku Ranovy v povodí Proni. Od Rjazaně, správního střediska oblasti, je vzdálen přibližně 109 kilometrů jihozápadně.
Skopin má železniční stanici na trati z Uzlovaji do Rjazaně.

## Dějiny
Skopin patří k nejstarším městům Rjazaňské oblasti. Již v 12. století je zde doloženo sídlo Licharevskoje gorodišče (Лихаревское городище). V šestnáctém století bylo zdejší sídlo pevností na jihovýchodním okraji Moskevského velkoknížectví nazývanou Ostrožek (Острожек). V šestnáctém století se místo nazývalo Skopinskaja Sloboda. V roce 1663 zde byl vystavěn kreml. V 18. století ztratil Skopin svůj dřívější vojenský význam.
Za druhé světové války držela Skopin německá armáda jen krátce během bitvy před Moskvou.

### Rodáci
- Alexandr Nikolajevič Afinogenov (1904–1941), spisovatel
- Sergej Semjonovič Birjuzov (1904–1964), vojevůdce
- Vjačeslav Ivanovič Palman (1914–1998), spisovatel